# Q*Bert 3
Q*Bert 3 is een computerspel dat werd ontwikkeld door Ironwind Software en Realtime Associates en werd uitgegeven door NTV International Corporation. Het spel kwam in 1992 uit voor het platform Super Nintendo Entertainment System.

## Gameplay
Het spel is gebaseerd op Q*bert uit de jaren tachtig. De speler speelt Q-bert die drie uitsteeksel heeft, namelijk: twee benen en een snuit. Het spel heeft 20 levels en vier borden per level met oplopende moeilijkheid. Het speelbord wordt isometrisch weergegeven.

## Ontvangst
| Beoordeeld door                     | Datum            | Score |
| ----------------------------------- | ---------------- | ----- |
| GamePro (USA)                       | december 1992    | 90%   |
| Jeuxvideo.com                       | 20 oktober 2010  | 80%   |
| GameFan Magazine                    | januari 1993     | 80%   |
| All Game Guide                      | 1998             | 80%   |
| Digital Press - Classic Video Games | 28 december 2005 | 70%   |
| Nintendo Magazine System UK         | januari 1993     | 70%   |
| Power Play                          | februari 1993    | 64%   |
| N-Force                             | januari 1993     | 64%   |